# 前田春香
前田 春香（まえだ はるか、1998年5月23日 - ）は、毎日放送のアナウンサー。

## 経歴
北海道野付郡別海町出身。
立命館慶祥中学校・高等学校、慶應義塾大学法学部卒業後、2021年に入社した。同期には大村浩士・中野広大がいる。

## 人物
- 趣味はバックパッカー[1]。実家では、バーを兼ねたビジネスホテルを両親が営んでいる。
- 高校時代に『NRI学生小論文コンテスト』で奨励賞を受賞[3]。
- 母方の祖父は元高校球児で、徳島県立鳴門高等学校在学中の1951年・1952年に選抜高等学校野球大会（センバツ）、1952年に第34回全国高等学校野球選手権大会へ出場。一塁手としてセンバツでは1951年の第23回大会でチームを初優勝、翌年の第24回大会で準優勝に導いていた[1]。前田自身も、毎日放送入社後の2022年に『みんなの甲子園』（センバツのダイジェスト番組）のMCへ起用されている。前田が『みんなの甲子園』のMCを務めたのは2022年だけだったが、出身地（北海道別海町）に唯一所在する高校（北海道別海高等学校）の硬式野球部は、2年後（2024年）の第96回選抜高等学校野球大会に「21世紀枠」で出場。2024年3月18日（月曜日）の『よんチャンTV』（平日夕方の関西ローカル向け報道・情報番組）では、町内の観光スポットを同校や実家（前述したホテル）と合わせて自ら取材したロケ映像が、同部の紹介を兼ねて放送された。
- 2023年には、5月9日（火曜日）から7月31日（月曜日）までは、テレビ・ラジオとも番組への出演を暫定的に見合わせていた。発声の不調に伴う喉の治療へ専念したことによる[4]措置で、8月からアナウンス業務へ徐々に復帰すると、9月から番組への出演を再開した。
  - この年には、2022年からレギュラーで出演している『よんチャンTV』月曜分の企画を兼ねて、「らいよんチャン」（同番組および毎日放送全体のイメージキャラクター）の誕生20周年を記念した商品の開発に参画。「『大阪名物の味』を盛り込んだグミを作ってみたい」との要望をUHA味覚糖に出したところ、この要望が反映された「らいよんチャンコグミ」（大阪名物の一つである「ミックスジュース」の味わいを楽しめる小粒のグミ）が、12月11日から関西地方の一部店舗と同社直営のオンラインストアで実際に発売されている[5][6]。
- 2024年には、『よんチャンTV』の企画の一環で、2月25日（日曜日）開催の大阪マラソンに参加。「未経験だった」というフルマラソンを、5時間10分28秒というタイムで完走した[7]。

## 出演番組

### 現在
- MBSニュース（テレビ・ラジオとも、2021年10月 - ） 
  - 2022年12月までは水曜深夜 - 木曜早朝の宿直勤務を定期的（先輩の山崎香佳と交互）に担当していて、『THE TIME,』（TBSテレビ制作の全国ネット番組）内のローカルニュース&気象情報（午前6時台の「エリア情報」枠）・ローカルニュース（午前7時台の同枠）へ隔週木曜日に出演。2022年4月からは、『THE TIME,』に続いて『ありがとう浜村淳です』（MBSラジオ）内の定時ニュース（午前9時台）も担当していた。
  - 阪神・淡路大震災が発災した1月17日の発災時刻（5:46）前後に関西ローカルで放送される震災関連の報道特別番組でも、「震災を知らない世代」ながら、入社2年目（2022年度＝2023年）から「阪神・淡路大震災　1．17のつどい」（神戸市の東遊園地で開かれる追悼行事）生中継の進行と事前取材を担当。2023年・2024年の1月17日は平日であったことから、本番後の午前中には、『THE TIME,』（6時台前半）や『JNN NEWS』（11時台後半）内の全国ネット向け生中継にも出演した。

#### テレビ
- よんチャンTVシリーズ
  - 2021年7月6日（火曜日）放送分で、同期の大村・中野と揃ってテレビ番組へデビュー。その後は、「新人アナウンサーの幸せつなぎたい」（同年8月9 - 27日の「はじめてだらけの夏休みウィーク」期間中に放送された視聴者へのプレゼント企画）のプレゼンター（大村・中野と日替わりで担当）を経て、生中継のリポーターなどを不定期で務めていた。
  - 2021年度にのみ放送された土曜版（『土曜のよんチャンTV』）にも随時出演。平日版に集約された2022年4月からは、毎週月曜日に報道系の取材リポートを任されている。2022年10月から2023年3月までは、木曜日にも随時担当。
  - 2023年4月からは、毎週月・火曜日にフィールドキャスター（同月から新設されたポストで報道系の取材・中継リポーター）、毎週木曜日にサブキャスターを務めている。前述した事情で2023年5月9日から出演を見合わせていたが、8月21日（月曜日）放送分の生中継に、「フィールドキャスター」として3ヶ月半振りに登場。9月7日からは、「サブキャスター」として木曜日のスタジオ出演を再開している[8]。
  - 2023年10月から半年間は、月・木曜日にサブキャスター、火曜日にフィールドキャスターを担当。2024年の3月最終週以降は、月・金曜日に（サブキャスターから改称した）「進行」、火・木曜日にフィールドキャスターを務めている。
- 西乃風ブラン堂（2021年10月 - ） -  「バイヤー」という肩書で、同期の大村・中野と交互にロケリポートを担当。
- MBS NEWS DIG（2024年1月6日 - ） - ナビゲーター
  - 毎日放送が運営する同名の関西ローカルニュース配信サイトから、直近の1週間におけるアクセスランキングの上位10項目と、ランキング以外で注目したいニュース特集（1項目）の概要を『MBS NEWS』や『よんチャンTV』での放送済み映像と合わせて紹介する番組。開始の当初（2023年4月）からナビゲーターを務めていた野嶋紗己子（当時の先輩アナウンサー）が同年の12月31日付で毎日放送を退社したことを受けて、2024年の初回（1月6日）から担当している。

#### ラジオ
- 石井亮次と福島暢啓のフダンギダンギ。
  - 先輩アナウンサーの福島暢啓がパーソナリティを務める番組で、南日本放送との同時ネットを実施した2021年11月4日の生放送から出演。
- 厳選!月イチジャーナル - 先輩アナウンサーの西靖と共にパーソナリティを担当
  - 当初は第1回（2022年4月4日放送分）からの出演を予定していたが、他番組のスケジュールとの兼ね合いで、実際には第2回（5月2日放送分）から登場。前述した事情から、2023年の6 - 8月放送分では松川浩子（先輩アナウンサー）が自身の役割を担っていた。同年9月（4日）放送分から出演を再開[8]。
- TOROMI RADIO（毎週日曜日16:30 - 17:00、2023年3月12日 - ）- 「スクープリポーター」
  - 飲食店への取材リポートを、同僚アナウンサーの中野・海渡未来（2022年4月まで）→中野・藤林（同年5月から）と交互に担当。
- コトノハ（不定期で出演）
  - 「コトノハ」（言葉）にこだわった毎日放送アナウンサー室制作の事前収録番組で、2021年10月4日から『ばんぱく宣言』の後枠（毎週月曜日の21:45 - 22:00）に放送。
- 空飛ぶ劇場ラヂオ（2023年11月6日 - ）
  - 毎日放送グループの運営で2024年3月からJPタワー大阪に開場する「SkyシアターMBS」のPRを兼ねた（演劇を含む）ライブパフォーマンス作品の情報番組で、『コトノハ』の直後（毎週月曜日の21:45 - 22:00） に放送。「SkyシアターMBS」初代支配人の村田元・先輩アナウンサーの福島暢啓と共にパーソナリティを務めている。

#### YouTube
- MBSアナウンサー公式YouTubeチャンネル「ウラオモテレビ」
  - 毎日放送総合編成局アナウンスセンターでの業務の一環として制作されているYouTubeチャンネルで、アシスタントディレクターとして動画のサムネイル作成などを担当している[9]。
  - 2024年12月27日（金曜日）にフィルムエストTVのYouTubeで公開されたタイムスリップ企画でも主演を務めた（1990年にタイムスリップした設定）。

### 過去

#### テレビ
- 生放送で満点出せるか100点カラオケ音楽祭（TBSテレビ制作、2022年1月15日）
  - 佐野晶哉（Aぇ! group）が採点機能付きのカラオケに挑戦した大阪城付近からの生中継に、毎日放送が制作協力扱いで関与した関係でリポーターとして出演。テレビ・ラジオを通じて、全国ネット向けの番組に初めて登場した。
- みんなの甲子園 - 2022年に赤星憲広とのコンビでMCを担当。
- 三度の飯よりアレが好き!☆（不定期）
  - 2022年の時点で毎日放送での社歴が5年目以下（自身と中野と大村は2年目）のアナウンサーが、スタジオMCやロケリポートを交互に担当する番組で、同年4月30日から原則として毎週土曜日の16時台に関西ローカルで放送。同年6月18日から放送を開始した長谷川義史（絵本作家）出演のロケ企画「三度の飯よりあの町が好き!」（2012年4月から2022年3月まで『ちちんぷいぷい』→『土曜のよんチャンTV』で月に1 - 2回放送されていた「とびだせ!えほん」の後継企画）の収録にも同行している。
- 池上彰と石井亮次のコロナ1000日カレンダー～今だから言える私の本音～（2023年2月7日の19:00 - 21:57に関西ローカルで生放送）
  - 新型コロナウイルスへの感染者が日本国内で初めて確認された2020年1月15日から1000日を超えた（放送の時点で1120日に達する）ことを受けて制作された報道特別番組[10]で、大阪府東大阪市からの生中継リポートを担当。
- サタデープラス（2023年4月1日）
  - 『せやねん!』の前枠に編成されている全国ネット番組で、『せやねん!』の本編と同じく、毎日放送本社内のスタジオから生放送。本来のサブMCである先輩アナウンサーの清水麻椰が、体調不良を理由にスタジオへの出演を見合わせたことを受けての代演で、本番後には『せやねん!』の「どこいこ!」（前述）にも登場していた。
- せやねん!（2022年4月2日 - 2024年3月30日） - 「どこいこ!」（グルメ紹介企画）プレゼンター
  - 先輩アナウンサーの藤林温子が（自身の名前にちなんで）「あっこいこ!」というコーナー名で担当していた役割を継承。前述した事情で、2023年には、5月13日から8月26日まで山崎香佳（先輩アナウンサー）がプレゼンターを代行してきた。同年9月2日放送分から、スタジオ出演を再開[8]。

#### ラジオ
- あどりぶラヂオ（2021年9月24日） - 毎日放送への入社後初めて、単独でラジオの生放送番組のパーソナリティを担当。
- MBSベースボールパーク番外編 - 入社1年目の2021年9月から不定期で出演
- ばんぱく宣言 われら21世紀少年団（2021年10月 - 2023年1月2日） - 「21世紀少年団の団員」の1人として、同期の大村・中野などと共に週替わりで出演。
- 上泉雄一のええなぁ!（2021年10月8日 - 2024年3月22日） - 金曜パートナー
  - 2022年8月12日には、夏季休暇中の上泉雄一に代わってメインパーソナリティを務めたため、『前田春香のええなぁ!』として放送。毎日放送への入社後初めてラジオ番組のメインパーソナリティを任されたことから、放送に際しては関岡香（いずれも先輩アナウンサー）がパートナー代理として同席している。前述した事情で2023年5月12日放送分から藤林が金曜日のパートナーを代行してきたが、同年9月1日放送分から出演を再開[8]。
  - MBSラジオが新日本放送時代の1951年9月2日から放送を始めた後に、2021年10月から『上泉雄一のええなぁ!』の全曜日に「生放送の1コーナー」扱いで内包されていた「歌のない歌謡曲」では、金曜日の進行をレギュラーで担当していた。同局では、前田が『上泉雄一のええなぁ!』内で進行した2023年9月29日（金曜日）の生放送をもって、（単独番組時代を含めて）71年にわたる「歌のない歌謡曲」の放送を終了。
- 岩本勉のまいどワイド（2022年1月15日に『MBSサンデー・カルチャーナイト』枠で放送）
  - 岩本勉（大阪府八尾市出身の野球解説者）が北海道日本ハムファイターズの投手時代に生活していた北海道の魅力などを語る特別番組で、道内出身者の代表としてアシスタントを担当。
- 裏方見聞ROCK!（2021年度以降のナイターオフ期間限定番組）- 2022年度のみ、水曜日にレギュラーで出演。

## 連載記事
- 『スポーツニッポン』大阪本社発行版「MBS2年目アナ『まえはるの進め!アナ街道』」（2022年4月から1年間にわたって月に1回のペースで掲載）